# 베아트리스 페헤이라
베아트리스 이아즈밍 소아리스 페헤이라(브라질 포르투갈어: Beatriz Iasmin Soares Ferreira, 포르투갈어 발음: [beaˈtɾis feˈʁe(j)ɾɐ], 1992년 12월 9일~)은 브라질의 권투 선수이다. 2020년 하계 올림픽에서 여자 라이트급 은메달, 2024년 하계 올림픽에서 여자 라이트급 동메달을 획득했다. 또한 세계 선수권 대회에서 금메달 2개, 은메달 1개를 획득했고 팬아메리칸 게임에서 금메달 2개를 획득했다.